# IC 3263
IC 3263 је спирална галаксија у сазвјежђу Береникина коса која се налази на листи објеката дубоког неба у Индекс каталогу.
Деклинација објекта је + 28° 11' 55" а ректасцензија 12h 23m 50,5s. Привидна величина (магнитуда) објекта IC 3263 износи 14,2 а фотографска магнитуда 15,1. IC 3263 је још познат и под ознакама MCG 5-29-78, CGCG 158-98, PGC 40270.